# Tinjacá
Tinjacá es un municipio colombiano ubicado en la provincia de Ricaurte en el departamento de Boyacá, a 18 kilómetros del municipio de Villa de Leyva y a 54 km de Tunja, la capital del departamento.

## Historia
Tinjacá, antes denominada «Tunjacá» y en idioma chibcha Juin-cha-ca, que significa «mansión para el príncipe chibcha» Es un pueblo anterior a la conquista de Colombia que en calidad de tribu fue gobernado por un cacique.
En 1660 Tinjacá adquiere la categoría de municipio.
El 5 de julio de 1847 la gobernación de la provincia de Tunja cambio la denominación de Tunjacá por Tinjacá y dictó decreto en el cual se agregó al distrito parroquial de Tinjacá el partido de Tijo y Santa Bárbara que actualmente corresponde al municipio.

## Geografía
El Municipio de Tinjacá hace parte de la provincia boyacense de Ricaurte. La cabecera municipal se localiza a 5º 34´54” de latitud norte y a 74° 38´53” de longitud oeste.
Los pisos térmicos del municipio corresponden a 2 km² de clima frío, y 3,5 de páramo. Topográficamente está conformada por un relieve ondulado, predominando la montaña.

### Hidrografía
Hidrográficamente el río principal es formado por el río Tinjacá o Funza que recoge las aguas de más de 127 microcuencas, entre ellas Arrayanes, Siativa, Santa Bárbara, Negra, Cucharero, el Guamo y Roa, esta última es lindero natural con el vecino municipio de Ráquira; también se encuentra el río Ráquira que atraviesa parte de la vereda de Funza y se une con el río Tinjacá en el costado sur del municipio, dando origen más adelante al río Sutamarchán.

### División administrativa
En su división política cuenta con 10 veredas denominadas: Aposentos Altos, Aposentos Bajos, Arrayanes, Funza, Peñas, Providencia, Tijo, Santa Bárbara y Centro. El área rural se divide en 2.152 predios en el sector rural y 176 en el sector urbano. Según el tamaño de la propiedad el 24% de los predios son menores a una (1) hectárea, el 38% de los predios son equivalentes aproximadamente a la unidad agrícola familiar promedio del municipio y solo el 37% son fincas con áreas superiores a 10 hectáreas.

### Datos generales
- Extensión en ha
  - Urbana: 26,01
  - Rural: 7901.45
- Altura del área urbana: 2175 m s. n. m.
- Temperatura media: 17 °C
- Distancia a Tunja: 50 km
- Población (2005): 2.889 hab
  - Urbana: 408
  - Rural: 2.481

Densidad: 28 hab/km²
- Tasa de crecimiento poblacional 1985-93: 0,0781
  - Urbana:2,2243
  - Rural:-0,1802

### Clima
El clima es medio y está a unos 2000 m s. n. m., con una temperatura media anual de 17 °C.

## Turismo
Se destaca en la localidad, las Piedras de San Pedro, las artesanías en tagua, fique, esparto y cerámica, el cementerio, las instalaciones del hotel Nuevo Milenio y la Iglesia. 